# Когедай
Когеда́й (каз. Көгедай) — село у складі Зайсанського району Східноказахстанської області Казахстану. Входить до складу Саритерецького сільського округу.
Населення — 390 осіб (2021; 450 у 2009, 453 у 1999, 369 у 1989).
Національний склад станом на 1989 рік:
- казахи — 100 %

У радянські часи село також називалось Когодай.